# Överenskommelse om kyrkogemenskap mellan Svenska kyrkan och Filippinska oberoende kyrkan
Överenskommelse om kyrkogemenskap mellan Svenska kyrkan och Filippinska oberoende kyrkan är ett dokument som i sin engelska text utarbetades vid lärosamtal i Manila, Filippinerna, den 1-3 februari 1995. Det återges här i sin helhet:
| ” | Vi, Svenska kyrkan och Filippinska oberoende kyrkan, vill hörsamma vår gemensamma kallelse att sträva efter kristen enhet. Vi tackar Gud för den gemenskap och samverkan, som redan vuxit fram mellan våra kyrkor de gångna femton åren: genom ömsesidigt utbyte av mänskliga och materiella resurser under medverkan av ungdomar, kvinnor och män – lekfolk och vigda. Vi ber att våra kyrkor, ledda av den Heliga Ande och stärkta av vår gemensamma erfarenhet, må bära vittnesbörd till världen om solidaritet över kulturgränserna, i trohet mot den kristna gemenskapens anda, så som den kommer till uttryck i följande överenskommelse: 1. Vardera kyrkan erkänner den andra som en gestaltning av den enda, heliga, allmänneliga och apostoliska Kyrkan. 2. Vardera kyrkan erkänner den andras självständighet och bevarar sin egen. 3. Vardera kyrkan erkänner den andras heliga ämbeten. Vigda biskopar, präster och diakoner kan – på inbjudan av den andra kyrkan – utöva sitt ämbete där, utan automatisk rätt att inneha tjänst i den kyrkan. 4. Vardera kyrkan samtycker till att medlemmar i den andra kyrkan tillåts deltaga i nattvarden 5. Denna överenskommelse kräver inte av någondera kyrkan att hon godkänner alla lärouppfattningar, all sakramental fromhet eller liturgisk sed, som utmärker den andra, utan innebär att vardera kyrkan anser att den andra bär alla väsentliga kännetecken på kristen tro. 6. Som följd av denna överenskommelse åtager Svenska kyrkan och Filippinska oberoende kyrkan sig att fortsätta utveckla och fördjupa ömsesidiga relationer på alla nivåer. | „ |
| – | |   |